# 妖魔大鬧唐人街
是一部1986年美國奇幻動作片，由約翰·卡本特執導。電影主演包括寇特·羅素、金·凱特羅、鄧剛和吳漢章。劇情主要敘述卡車司機傑克·波頓幫助亞裔朋友王池在找回未婚妻的同時，意外地捲入千年妖魔的邪惡計劃中。
電影的初期劇本是由蓋瑞·古德曼和大衛·Z·溫斯坦所撰寫，他們將背景設定於1880年代的西部。後來聘來的W·D·利希特將劇本重寫成現代化風格。片商找來了卡本特擔任導演，但在大約同一時期，還有另一部由艾迪·墨菲主演的《橫掃千軍》已被釋出了資訊。《妖魔大鬧唐人街》完成了卡本特長期能製作武俠片的願望。
《妖魔大鬧唐人街》在商業利益上失敗，在北美票房僅1110萬美元，低於2000萬美元的成本。電影獲得的評價相當兩極，這使得卡本特感到灰心，並決定重返獨立電影的製作。但後來，電影成為了一部「邪典電影」，在爛番茄網站上獲得82%的好評，且在影帶的銷售上有著不錯的反響。

## 劇情
故事敘述在舊金山唐人街，卡車司機傑克·波頓為了幫助好友王池找回被幫派搶走的未婚妻，但他們必須面對一位名為大衛·劉潘的千古巫師。劉潘企圖利用擁有綠色眼睛的亞洲女子來獻給東方之神，使自己重獲肉體，以征服宇宙；使得傑克一行人必須闖入敵方的地下神殿中，與其上演一場跨世紀的大決戰。

## 演員
- 寇特·羅素 飾 傑克·波頓（Jack Burton）：卡車司機，放蕩不羈，意外地捲入唐人街的地下紛爭。招牌武器為靴子中的短刀和英特拉泰克TEC-9。
- 金·凱特羅 飾 葛瑞絲·勞（Gracie Law）：律師，傑克追求的對象。
- 鄧剛 飾 王池（Wang Chi）：傑克的友人，唐人街小吃店的老闆。
- 吳漢章 飾 大衛·劉潘（David Lo Pan）：千古妖魔，因失去肉身而企圖利用綠眼睛的亞洲女性來復活。
- 黃自強 飾 陳蛋（Egg Shen）：導覽車司機，神祕的魔法大師。
- 凱特·波頓（英语：Kate Burton (actress)） 飾 瑪歌·利岑貝格爾（Margo Litzenberger）：記者。
- 李國棟 飾 艾迪·李（Eddie Lee）：王池的友人，喜歡瑪歌。
- 黃家達 飾 雷（Thunder）：劉潘的手下幹部。
- 彼得·鄺 飾 雨（Rain）：劉潘的手下幹部。
- 白石千（英语：James Pax） 飾 電（Lightning）：劉潘的手下幹部。
- 蘇齊·裴（英语：Suzee Pai） 飾 妙英（Miao Yin）：王池的未婚妻。
- 冀朝理 飾 楚叔（Uncle Chu）：王池的友人。

## 反響

### 評價
《妖魔大鬧唐人街》上映時，影評人的評價褒貶不一，但後來該片重新受影評人看待，而為此獲得好評。爛番茄基於38篇評論上，新鮮度高達82%，平均得分6.9／10。《多倫多星報》稱讚羅素的表現，「他模仿了偉大的約翰·韋恩，但他不只是模仿這些英雄，他是使用了他們給自己的寬闊、諷刺邊緣的角色」。
電影在票房失利後，使得卡本特對好萊塢灰心，而成為一個獨立電影的製片人。他在接受採訪時表示，基於《妖魔大鬧唐人街》的狀況，是他不再為好萊塢拍片的原因；但卡本特仍認為《妖魔大鬧唐人街》是一部精彩的電影且對此感到驕傲，但其反響令他不堪負荷。
《妖魔大鬧唐人街》在電視和DVD的反響良好，並使電影成為了受到觀眾喜愛的邪典文化。《帝國雜誌》將《妖魔大鬧唐人街》列於「五百部任何時刻最偉大電影」排行中的第四百三十位。

### 票房
電影於1986年7月2日在美國一千五百三十間戲院上映，在其首映週末票房僅270萬美元，最終總計1110萬美元，對比2000萬美元的成本來說令人失望。該片於詹姆斯·卡麥隆的《異形2》上映前的十六天發行；在《妖魔大鬧唐人街》的DVD講評中，卡本特與羅素討論了這可能是《妖魔大鬧唐人街》票房失利的原因之一。

## 影響
電影中，半神半人的巫師「電」一角常被認為是《真人快打》中的雷電的角色靈感來源，因他們都戴著斗笠，且雙手都能施展閃電。但在中國和日本的傳統文化中，雷神更類似於傳統的亞洲妖魔。
在2012年電視動畫《忍者龜》的第二季第二十三集中，亦有參考自《妖魔大鬧唐人街》的元素。此外，黃自強也再次作為主要反派。

## 其他媒體

### 電子遊戲
搭配電影的同名電子遊戲於1986年推出，由Electric Dreams Software開發，平台包括Amstrad CPC、Sinclair ZX Spectrum和Commodore 64。其評價褒貶不一。

### 漫畫

《Big Trouble in Little China / Escape from New York》#1封面

2014年2月27日，Boom! Studios宣布，他們正在為電影推出漫畫系列。漫畫是由艾瑞克·鮑威爾與約翰·卡本特共同撰寫，布萊恩·朱利亞負責繪畫。該系列於2014年6月開始發行。
Boom! Studios於2016年10月推出了《妖魔大鬧唐人街》的傑克·波頓與《紐約大逃亡》的大蛇·普利斯金的跨界合作漫畫，名為《Big Trouble in Little China / Escape from New York》。
Top Cow Productions曾於2009年聖地亞哥國際動漫展上展出的漫畫至今都還未發行。

### Vinyl人偶
2015年2月，Funko釋出了《妖魔大鬧唐人街》的人偶玩具，共六款。

### 棋盤遊戲
2016年7月15日，Boom! Studios宣布，他們已打算創作一套改編自電影的棋盤遊戲。該遊戲適合一至六人一同遊玩，定於2017年推出。

### 卡牌遊戲
2016年8月，上層發行了《妖魔大鬧唐人街》的卡牌遊戲，它含有四百張卡和一個特殊的遊戲墊，零售價約為40美元。

## 續集
2015年6月，TheWrap報導，片商打算重拍《妖魔大鬧唐人街》，並讓巨石強森來主演傑克·波頓，Seven Bucks Productions的合作夥伴丹尼和海勒姆·賈西亞將擔任監製。艾許利·米勒與柴克·史坦茲被聘來為電影撰寫劇本。《娛樂周刊》報導，強森表示卡本特有興趣參與重拍。卡本特後來說，他認為這言之過早，且他還未與巨石強森談論關於重拍的事宜。
2018年8月，官方證實新版電影為《妖魔大鬧唐人街》的直接續集而非重拍。

## 外部連結
- 互联网电影数据库（IMDb）上《妖魔大鬧唐人街》的资料（英文）
- AllMovie上《妖魔大鬧唐人街》的资料（英文）
- 爛番茄上《妖魔大鬧唐人街》的資料（英文）
- Box Office Mojo上《妖魔大鬧唐人街》的資料（英文）
- Big Trouble in Little China 約翰·卡本特官方網站
- The Wing Kong Exchange 電影影響力的討論